# Bertignat
Bertignat – miejscowość i gmina we Francji, w regionie Owernia-Rodan-Alpy, w departamencie Puy-de-Dôme.
Według danych na rok 1990 gminę zamieszkiwały 552 osoby, a gęstość zaludnienia wynosiła 23 osoby/km² (wśród 1310 gmin Owernii Bertignat plasuje się na 382. miejscu pod względem liczby ludności, natomiast pod względem powierzchni na miejscu 340.).